# Elisa Longo Borghini
Elisa Longo Borghini (n. 10 decembrie 1991, Verbania, Piemont, Italia) este o ciclistă italiană, medaliată olimpică. A participat la 2 ediții ale Jocurilor Olimpice (2016, 2020) în care a câștigat o medalie de bronz.